# میکو مالبرگ
میکو مالبرگ (به انگلیسی: Miko Mälberg) (زادهٔ ۳ مهٔ ۱۹۸۵) شناگر اهل استونی است.